# Европска средњовековна медицина
Европска средњовековна медицина, један је од историјских периода у развоју медицине на тлу Европе од 5. до 15. века, који се повезују са трајањем Византијског царства, од њеног настанка збацивањем Ромула Августула (односно нестанка Западног римског царства), до њеног нестанка падом Цариграда 1453. године.
У Средњем веку, бар у већем његовом периоду; медицинска знања изгледала су тако као да је за њих време стало. Наиме док су стари Римљани, Грци и Египћани непрестано гурали напред медицинско знање, након пропасти тих цивилизација, замах започет од стране нових цивилизација имао је тенденцију стагнирања и развоја у неуједначеном темпу све до 17. / 18. века. Тако су, нпр. у Великој Британији, већина знања везане за Римљане уништена - јер су Древни Британци веровали да она у себи садрже зле духове. Оваквим приступом, не изненађује чињеница да је скоро сва медицина повезана са Римљанима „избачена“ из употребе у Великој Британији и многим другим земљама. Такође лекари су и даље били под великим утицајем грчких лекара, пре сега Галена (скоро 1000 година након његове смрти), мада су многа његова учења била погрешна и застарела.
Средњовековна медицина била је потпуно огрезла у сујеверје, а Римокатоличка црква ефикасно је наметнула своју доминације над целокупним медицинским светом. Било који поглед који се разликовао од установљених ставовова и канонских начела Римокатоличке цркве, сматран је јересом и повлачио је за собом драконске казне. Како се није знало шта изазива болести, Римокатоличка црква пропагирала је став да је болест казна од Бога, и да су болесници, грешници, које је Бог казнио за учињене грехе у одређеном периоду живота. Ови покушаји заустављања медицинског знања нису учинили су зли људи жељни сопствене користи, већ речлигијом заведени, за остваривање „својих злих циљева“ које су имали на уму. Ови поступци гушења напретка медицине, који су проузроковали на хиљаде беспотребних смрти и неизрециве патње болесника, чинили су људи од уверења - људи без икакве сумње заведени, али од уверења упркос тога - људи који су веровали да обављају Божје дело супротстављајући се медицинској науци. Ово „зло“ Средњег века није се налазило само у људима, него првевасхосно у теолошком систему, који их је „ослепео“ на саосећање према патњи, која их је вековим окруживала.
И поред свих потешкоћа на које је медицина Европе наилазила до 14. века, развијали су се и универзитети у западној Европи, или неке врсте медицинских школа у којима су студенти студирали као мастер лекари. Универзитет у Монпељеу и Салерну били су такави универзитети. На њима је изучавана и анатомија људског тела (али без обдукције лешева коју није дозвољавала црква), тако да студенти медицине у средњем веку нису били потпуно неупућен чињеница о људском телу. Функцијама телесних органа и природом физиолошкимх процеса на овим универзитетима бавили су се истовремено филозофи и лекари, али истраживање људског тела је осуђивано јер:... није приличило господи. Аугустинус, (354—430) забранио је обдукцију и анатомско сецирање лешева, и као замену препоручио ... Галенову свињску анатомију (како је касније она погрдно звана). Међутим све више је изучавана анатомија људско тела, а вођене су и јавне расправе које су охрабриле многе лекаре да бројна нејасна медицинска питања и сопствена открића супротставе ставовима Галена и Хипократ. Као резултат све бројнијих супротстављених ставова Галену и Хипократу, постигнут је известан напредак у медицинском свету у овом периоду.

## Општа историја
Средњи век је део историје од 5. до 15. века нове ере, (476—1492). Неки историчари његово трајање повезују са трајањем Византијског царства, од њеног настанка збацивањем Ромула Августула (односно нестанка Западног римског царства) до њеног нестанка падом Цариграда 1453.
Након смрти цара Теодосија, Римско царство се 395. године поделило на Источно и Западно римско царство. Западно римско царство је трајало мање од 100 година, јер је већ 476. године германски Војсковођа Одоакар свргао с престола последњег западноримског цара Ромула Августула, Након овог догађаја у 5. веку престало је да постоји Западно римско царство, а са њим и робовласнички систем, Овај систем заменио је феудални систем, настао у немирним временима када су ситни поседници земље тражили заштиту моћнијих, а исто би се догађало и за неродних година какве су биле честе у условима слабо развијеног начина земљорадње. Предајући се у заштиту велепоседнику, сељак би му предавао своју земљу. Одмах би је и добијао назад, али не више као своје власништво. Тако би стекао заштиту, а велепоседник га је помагао семењем, алатом и осталим потрепштинама. Иако је остао лично слободан, средњовековни човек је све више постао зависан о господару. Такви сељаци су названи кметовима. Временом су и сељаци закупнци претварали у кметове, па је нестало разлика у њиховом положају.
Након пропасти Римског царства, урушила се и његове вишевековна култура (која је била на високом нивоу и у сталном успону), и наступио хиљадугодишњи период Средњег века који се карактерисао развојем новоустановљене - хришћанске вере на територији Римског царства и свеукупним културним падом. Заправо, још у време јединственог Римског царства, цар Константин је 326. године прогласио хришћанство за званичну религију Царства. Вере која се заснива на милосрђу љубави према ближњем, као почетку потпуно нове бриге и помоћи, што је било непознато у Старој Грчкој и Риму. Цар Константин је 330. године преместио престоницу царства и сва културна збивања у мали у том периоду провинцијски градић Византиниен, који је назвао Константинопољ (Цариград).
У Средњем веку, често су вођени ратови, који су били, пљачкашки, уништавајући. Глад је била њихов редовни пратилац, јер оно што нису уништили људи у рату, уништавала је природа, или неколико трансмисивних заразних болести које су правиле поморе широм европског континента. У току целог Средњег века смртност међу становништвом била је велика јер су епидемије куге харале Европом и практично обележиле Средњи век. Од куге умрло више од половине становништва Византије, а највише је страдало подручје Балкана.. Епидемије су преношене и у друге крајеве Европе - Велику Британију 664., Рим 690., Дубровнику 871., 901., 1145, 1292. и 1322. године, па су многи мислили да је дошао крај света, јер је смрт изазвана кугом, због њене велике учесталости сматрана неизбежном појавом, па и неком врстом „божје казне“.

### Историјско виђење средњовековне медицине
На европском континенту Средњи век се наставио на период завидних достигнућа науке и културе, као и медицине античког доба и пост-хипократовског времена. Историјски, средњовековна цивилизација профилисала је специфичности филозофских, религијских и научних вредности у оквиру тада владајућег класног феудалног друштвеног уређења. Очекивани развојни тренд достигнутог нивоа ранијих цивилизација на почетку другог миленијума замрачен је доминацијом догматских учења. Бројне већ постигнуте вредности су суспендоване у утилитарној произвољности тумачењем моћника из аристократског друштвеног слоја. Медицинска етика се кроз средњи век развијала на догматским поимањима човека и његовог овоземаљског живота. Међутим, цео период средњовековне људске историје у Европи, а и на другим континентима утемељио је свеукупне цивилизацијске вредности на догматизму и религији, али и уношењем мистицизма.
Етичке вредности, тиме и медицина и медицинска етика, у средњем веку су подређене утилитарним потребама надвлашћене групе - класе, саможивим потребама монарха - владаоца детерминисане богодатошћу великодостојника Цркве и властеле.
У житијима светих неретко је наглашавано одбацивање услуга доктора у корист духовне медицине. Такви примерису нарочито чести у прославним списима посвећеним светим врачима иако су обично и они сами били лекари. Ти састави описују како сусвети бесребрници већином имали непомирљив став према докторима, односно да су, пошто су поседовали чудотворне моћи, на обичне лекаре гледали као на недостојне такмаце. У приповестима у житијима светих врача наглашавана је немоћ доктора у борби против болести и исказивана је велика нетрпељивост према медицини, па и према болницама. На пример, Симеон Метафраст је у Житију светог Сампсона описао како лекари нису могли да излече цара Јустинијана.
Епоха средњег века у суштини је зауставила развој науке и научне мисли. У њој је престало да се негује човекољубље у правом смислу те речи. Етичност, људско достојанство и бројне друге вредности квалитета и просперитета људског живљења, па и медицине подређени су догматским ставовима и догматским учењима.

#### Средњи век–најмрачнији период за бројне научне дисциплине, па и медицину
За Средњи век многи историчари тврде да је био назадан. По њима он је то био пре свега, за бројне научне дисциплине па и медицину, „најмрачнији“ период од њиховог постојања. Зато је епоха хришћанства у средњем веку названа и епохом духа, у којој је требало да хришћанско учење победи сва зла на земљи и међу људима.
Међутим хришћанство се није доказало у пракси, јер није потврдило сопствено полазно учења и своју прокламовану хуманистичкој идеји, јер је њен клер, свештеници (монаси), био више заинтересован за лечење душе од тела. Наиме многи теолози сматрали су да болест и/или повреде настају као резултат дејства натприродних сила и да је лечење тих стања могуће само упражњавањем молитве, што је у супротности са научном медицином.
Није ништа тако лоше опстајало у овом периоду као наука. Бројни покушаји и открића су одбацивани. Против природе се није могло, а ни смело борити, јер се бављење науком сматрало „јересом“. Бављење науком било је једно од најопаснијих занимања, а нова открића многи научници тога доба платили су својом главом. Нема нових медицинских истраживања и новина у медициинској пракси. Лекари су смели да примењују једино облике лечења које је одобрила црква и који су били засновани на класичним техникама примењиваним од стране Гален а и других, чија су искуства сачувана у богато украшеним, ручно писаним текстовима које су стварали монаси. Иако је мало чињено за излечење пацијената они су обично добро храњени и „тешени“ од стране монаха задужених за њихову негу.
Функцијама телесних органа и природом физиолошкимх процеса у Средњем веку бавили су се истовремено филозофи и лекари. Међутим истраживање људског тела је осуђивано:... као нешто што није приличило господи. Аугустинус, (354—430) забранио је обдукцију и анатомско сецирање лешева, и као замену препоручио ... Галенову свињску анатомију (како је касније она погрдно звана). 
Две су основне замерке хришћанској цркви тога периода, за назадовање културе, целокупне науке, па и медицине:
- Црква не инсистира на остварењу човекових права (па и права на лечење) на овом свету, током живота, већ га припрема за вечни „срећни“ живот на небу после смрти.
- Црква тог период никада се није залагала за укидање институције ропства, што је чинило дискриминацију у материјалном, хуманом и другом праву сваког појединца на благостање и једнакост у здрављу, лечењу и животу.

#### Супротстављени ставови о Средњем веку као најмрачнијем периоду за медицину
Иако се сматра да је „мрачни“ Средњи век био кочница сваког напретка човечанства у науци али и у општој европској култури, ипак је то на неки начин и погрешно мишљење, јер је не неки начин Средњи век представљао и основу без које не би био могућ нагли развој медицинске науке у Новом веку.
| Преписивачка делатност, средњовековних монаха | Тачно да у погледу развоја научне медицине Средњи век није дао ништа посебно ново и да је у њему медицина стагнирала, али је исто тако истина да су захваљујући преписивачкој делатности, средњовековних монаха, античка медицинска дела Хипократа, Галена и других медицинских писаца сачувана од заборава. |
| Прве идеје из социјалне медицине              | Доказано је да су се прве идеје из области социјалне медицине настале у Средњем веку, управо под утицајем Хришћанске мисли (домови за убоге, сиротишта, старачки азили). |
| Прве болнице                                  | Прве болнице такође основане под окриљем хришћанских манастира Истока и Запада. |

Читав тај допринос хришћанства европској медицини, без обзира колико он деловао назадно и скромно (за скоро хиљадугодишњи период европске цивилизације), ипак је он не неки начин представљао и основу без које не би био могућ нагли развој медицинске науке у Новом веку.
У супротстављене ставовове спада и овај, о познатој реченици „Црква се гнуша крви“ (лат. Ecclesia abhorret a sanguine) која указује на црквену забрану практиковања хирургије и сецирања мртвих тела. Она је, по неким изворима, приписана Четвртом латеранском сабору одржаном 1215. године, а по некима сабору у Toursu одржаном 1163. године. Ова реченица је врло контроверзна, пошто се у ствари први пут јавља тек 1774. године у писаном делу Francoisa Quesnaya „Истраживање Француске“ (фр. Recherches de la France), француског историчара са медицинског факултета у Паризу. Претпоставља се да је наведена реченица историјски фалсификат из 18. века, и да је написан као покушај савременика тог доба, да се средњовековну Црквау прикажу у светлу непријатеља науке. Документи из наведених сабора су уистину обрађивали проблематику проливања крви, али у смислу ратовања и смртних казни, и никако се „проливање крви“ није односило на хирургију и сецирања мртвих тела.

## Појавни облици средњовековне медицине
Бројни појавни облици медицине који су постојали у Средњем веку имали су своје посебне коренове у различитим културним и религијским традицијма, европских народа, а били су уско повезани истим општим разумевањем и практиковањем медицине. Сваки достигнути ниво културног и економског напредка у одређеном периоду развоја средњовековног друштва уједно је стварао и теоријски систем медицинског размишљања који је човеку омогућавао разумевање болести, и проналажење начина њиховог лечења и превенције.
Бројни су примери о размишљањима, теоријама и ставовима коју су формирали настанак и практиковање одређених појавних облика медицине. Тако су:
- У магијској медицини то схватања, да су изазивачи обољења код људи и животиња зли духови који могу да се уклоне посредством добрих духова наклоњених човеку. У том циљу, предлагане су мистичне радње како би се удаљили зли духовови од човека јер је тек након њиховог одстрањивања могло настати болесниково оздрављење.[14]
- У анимална медицини, анимистичка схватања и веровања да нека невидљива духовна бића, аниме (анима – душа, дух), утичу на судбину човека па тако и на његов живот, здравље и болест.[14]
- У теургијској медиици то су били принципи, по којима је болест везана уз трансцендентално, а са друге чињеницом да против многих болести није било ефикасног лека ни лекара да помогне. Временом су тако неки свеци-заштитници, постали „специјалисти“ које је народ призивао или уско везовао уз одређене болести и њихово излечење.[14]
- У народној или традиционалој медицини то је скуп искустава и њихове практичне примена на очувању здравља, продужењу живота, спречавању и лечењу болести које је сам народ открио. Ова знања су стицана искуством и преносила су се са поколења на поколење, прво усменим, а потом и писменим путем. То је искуствена, емпиријска медицина, до извесне мере и стручна, али често прожета мистиком, сујеверјем, и конзервативним идејама, што је давало простора да се у оквиру ње инфилтрира магија, надрилекарство, шарлатанство које је понекад народу било тешко одвојити једно од других.
- У научној медицини то су принципи засновани на образовању, знању, науци и друштвеном статусу оних који практикују научна достигнућа у очувању здравља, спречавању болести и њиховом лечењу. Основна разлика између научне и и других појавних облика медицине јесте у томе што су у научној медицини основни принцип процеса лечења научно доказани, ефикасни и нешкодљив (или је бар штета мања од користи), што значи да је тежиште у научној медицини стављено на истраживање, тестове и експериментални рад.[14]

### Магијска медицина
Прве зачетке традиционалне медицине налазимо у магијској медицини. Магијска медицина била је веома раширена и у већини земља Европе, а неки њени елементи задржали су се све до данашњих дана. Магијско у човеку почива у веровању у нешто натприродно, у склоности човека да се томе натприродном потчини, као и да извршава оно што се од њега у име надприродног тражи. Магијско веровање подразумева да се мислима (или магијским радњама) може утицати на реалност и односе у њој. Магијско мишљење је по општем ставу социјалних антрополога у апстрактно замишљеном друштвеном развоју претходило рационалном односно научном мишљењу.
Према њеним схватањима, изазивачи обољења код људи и животиња су зли духови који могу да се уклоне посредством добрих духова наклоњених човеку. У том циљу, биле су потребне мистичне радње како би се удаљили зли духовови од човека јер је тек након њиховог одстрањивања могло настати болесниково оздрављење. Отуда су магијски обреди, састављени из мистичних радњи и праћени изговарањем тајанствених речи, били саставни део лечења у апокрифној верској медицини.
Овај облик лечења био је заснован на магији – чаролији, враџбинама, вештини потчињавања вољи тајанствених сила природе, духова и демона, или веровању да човек својим речима и чинима може утицати на ток природних догађаја, па тако и на ток болести и заштиту од њих. За лечење магијским обредима, коришћене су многе мистичне радње, које је пратило изговарањем тајанствених речи.
| „ | Тако, на пример, код лечења од уједа змије најпре је уливана вода у нови лонац и над њим је читана молитва, па су затим вршени покрети ножем уз петоструко изговарање следећих разумљивих и неразумљивих речи: „еврисен, еврисен, потиано, кетисера, поропрокети, порометато, саваот, да вскрснет бог и разидут се врази јего и да бежат от лица јего ненавидештије јего”. Осим речи европског порекла, магијске формуле садржавале су, поред разумљивих, и неразумљиве речи источног порекла – персијске и јеврејске – док је њихова садржина у већини случајева била нелогична. | ” |

Гатање које је имало магијски карактер, много је коришћено за оздрављење болесника, и заштиту од болести. У ову сврху служили су списи као: Рожданик, Трепетник, Громовник, Лунак, а најстарије познати списи нпр. на Балкану потичу из 13. века и садржи упутства за гатање. Поред упутства садрже и кључ за гатање у облику крста. Гатало се понекад и из погрешних побуда да здрава особа оболи или да се болесном погорша стање.
Описани период историје медицине означавамо као фазу паганске демономаније. Њу треба разликовати од хришћанске демономаније Средњег века (из периода инквизиције).

### Анимистичка медицина
Анимизам има битну улогу у старој митологији словена, јер где год би видео нешто што се креће, претпоставио би постојање свесног посредника, па ја тако многе неживе ствари обдаривао разумом, односно приписивао је свестан живота природним предметима или појавама.
Такође, старославенска митологија се одликовала изузетним поштовањем дрвећа и животиња, за које се сматрало да су старији и мудрији од човека, и зато су они поштовани као човекови преци. Постојали су и тачно одређени нивои тотемских животиња, а свако словенско племе имало је свог тотемског заштитника.
Тесна веза се може пронаћи и између старе словенске митологије и погребних обичаја и обреда, као и култа праотаца или клана. Од најранијих времена, посебан култ у породичној колиби словена, посвећен је духовима предака.
На анимистичком схватању и веровању да нека невидљива духовна бића, аниме (анима – душа, дух), утичу на судбину човека па тако и на његов живот, здравље и болест, заснивала се анимална медицина. Анимизам је у овом периоду српске историје основа објашњења и схватања етиопатогенезе многих стања и болести у човековом организму. Истовремено, њима нису били непознати ни поједини рационални узрочници болести, као што су, на пример, тровање, повреде, неправилна исхрана, метеоролошки узроци. Ипак, Словени су били више наклоњени веровању како су најчешћи узрочници болести заправо магичне природе, и да је основ животних појава душа, односно дах, а носиоци животне снаге су сокови, посебно крв.

Анимизам (лат. animus), је схватање да поред видљивих облика, предмета и бића постоје и невидљиви, односно добри и зли духови, који могу да улазе и излазе из њих.
 Према Тејлору (Sir Edward Burnett Tylor, 1832 – 1917), класичан анимизам се састоји од приписивања свесног живота природним предметима или појавама и традиционално је приписутан у малим, примитивним друштвима (каква су била и српска племена по доласку на Балкан), али и у свим главним светским религијама.
| „ | Према Ерику Диркему (Елементарни облици религијског живота), како су људи још од давнина настојали објаснити појаве и промене тих појава у њиховој околини и тиме свет око њих, чије природне токове нису могли разумом обухватити нити научно објаснити барем они су их сместили под окриље религије која би те нејасноће учинила иоле прихватљивијима за људе какви су били унутар првобитних заједница. | ” |

На основу наведеног и поткрепљеног објашњењем Диркеа, може се сматрати да је анимизам најпростији облик религијског живота, који се не може објаснити посредством других религијских система, карактеристичног за првобитне, примитивне људске заједнице.
Српски народ, као и већина малих народа у том периоду друштвеног развоја, био је читавом својом псхичком структуром окренут ка анимистичко гледању и расуђивању свих природних појава око себе. У том и таквом гледању и расуђивању налазило најбољи и најприхватљивији ослонац за откривање узорка болести и пронажење метода успешног лечења. Како су Срби у том периоду били још потпуно у оковима анимистицког сватања, они су у тим болестима гледали некакве више тајанствене силе (демоне), који вршљају по његовој унутрашњости и проузрокују бројне тегобе и болести
Како окован начелима анимизма, човек није разликовао саму болест и њен узрок, он није могао да утврди ни директну повезаност између узрока (етиолошких фактора) и болести. Тако су нпр. Срби, у паганском периоду своје историје веровали да се човек разболи од беснила када у њега уђе злодух „Бес“, или да болест настаје када у човека уђе демон, или Зао дух. Или кад се на њега окоми вампир вештица, зла вила и речни дух или, вукодлак. Потврду о таквом схватању натприродних узрока болести имамо у врло раширеном веровању српског народа да је свака болест, од бога, да је тако „суђено“ или „записано“, те да заразне и друге теже болести долазе „ветром“ (куга, колера, богиње итд.)
Веома често је српски народ је у народној медицини и фармацији користио називе демонских животиња тј различите називе за болести давао је према имена извесних животиња (жаба, гуштер, вук, јарац, коза, 
 рак итд). Понекад је болест носила животињске име на основу њене сличности са болним осећања болесника и извесних симпптома болести које су уочљиво код именованих животиња, нпр., изједање (црв), глодање (рак), уједање (мрави), убадање (паук), а то је случај са болестима, које се зову: црв, рак, мрави, паук.
Основни принципи српске анимистичке медицине
Пошто су узрочници болести неке више силе, природно је да они могу да се уклоне такође само неким другим вишим демонским силама, па отуда у циљу лечења српски народ је прибегавало врачању, бајању, чарању, као најуспјешнијим методама за оздрављење.
У овом периоду, а и доста касније у позном средњем и новом веку Срби су сматрали да се речима и поступцима може утицати на етиолошке фалторе болести (узрочност у природи). Зато су лечење заснивали на ритуалима и техникама чији је циљ био да се умилостиве духови – аниме, зли дуси који угрожавају здравље и живот.
Лечење болесног се по тим начелима заснивало на „белој и црној магији“. Ритуално магијским радњама „беле магије“ призивами су добри духови да помогну у лечењу болести а ритуалним магијским радњама - „црне магије“, да истерају зле духове из болесника. У ту сврху најчешће су се користиле молитве против ђавоље работе, напасти вилинске, против нечастих духова, против завадљиваца и урока, код болести срца, против мора, чини и вештица, за лучење млека, или против рањавања стрелом или мачем.

### Теургијска медицина
Теургија (чин, чаролија, способност чињења чуда, видовитост), своје принципе лечења заснивала је на упражњавају молитве помоћу којих се покушавало заштитити здравље или постићи излечење болести.
Народ је вековима придавао значај сили излечења коју су поседовали поједини свеци (магијским комуницирањем са Богом) који су тако постали помоћници којима су се верници утицали на специфичне болести или тегоба. С једне стране се то се може обијаснити теургијским принципима, по којима је болест везана уз трансцендентално, а са друге чињеницом да против многих болести није било ефикасног лека ни лекара да помогне. Временом су тако неки свеци-заштитници, постали „специјалисти“ које је народ призивао или уско везовао уз одређене болести. Тако се нпр. св. Вид сматрао заштитником од очних болести. Популарности светаца доприносиле су молитве, народне изреке, али и заветне цркве и капеле са иконографским приказима на њиховим олтарима.
У теургијској медицини посебно је био цењен наменски исписан (преписан) текст или запис, дотеран, украшен или аранжиран према посебним правилима, који се стално носи са собом. Запис има далеко већу снагу од речи или молитве која се изговори наглас или усеби. Он са материјалном подлогом на којој се налази, зависно о знању и вештини аутора, често представља и уметничко дело према којем власник има посебан однос. Делотворне моћи таквих записа и веровање у њихов учинак, систематизација знања о мистичним својствима слова која се штампају, појединачно, у речима или целим реченичнима, представљају један од феномен или облик народне или теургијске медицине. Уопштено гледано може се рећи да било који текст надахнут односом човека према светом тексту, има свој теургијски смисао и циљ.

### Етномедицина, традиционална или народна медицина
Чланови монашких редова били су међу најважнијим изворима знања о медицини и лековима у Средњем веку. Међутим у бројним расправама наводи се да не приличи да се монаси баве практиковањем медицине. Одлука другог Латеранског концила из 1139. године саветовала је клерицима да избегавају бављење медицином јер се радило о добро плаћеном послу који се собом носио и виши друштвени статус, што се, пак, сматрало недоличним за свештенство. Ова службена политика ипак се није често спроводила и у пракси, па су многи клерици наставили практиковати медицину.
Поред клерика постојали су и многи други који су се бавили медицином. Академски обучени лекари били су посебно важни у градовима у којима су оснивани универзитети. Професори медицине на универзитетима имали су значајну улогу у оснивању професионалних удружења лекара, као и у дефинисању стандардних медицинских поступака и квалификацијама неопходних да би неко стекао звање лекара.
Испод ових универзитетско образованих лекара постојала је читава хијерархија практичара медицине: занатски обучених хирурга; хирурга бербера који су практиковали испуштање крви и уклањање туморозних промена с коже и главе; путујући специјалисти као што су зубари и окулисти; емпиричари; бабице; клерици који су давали милосрдне савете и помоћ; те, напослетку, чланови породице и комшије. Свака од ових група на свој начин се бавила неком врстом медицине и доприносила општој медицинској култури, Европских народа понаособ.
Сиромашан народ лишен лекара и апотекара, сналазио како је знао и умео. Највише су га лечили народни лекари и апотекари, и велика количина разноврсног лековитог биља које успева у свим крајевима Европе. То је условило снажан развој народне фармације која је ухватила дубок корен у европским народима. Као главни конкуренти црквеним или самостанским лекарима, тео-зофима и теолозима који су се сматрали чуварима хришћанског морала народни лекари и апотекари били су традицијом "образовани" људи из сеоског друштва (народни лекари) који су преносили са колена на колено знање о природним процесима, људској и животињској анатомији, старим обичајима и ритуалима и начинима борбе са болешћу и другим проблемима, а које је било дубоко укорењено у свести и поштовању ширег, неуког и неписменог становниства.
Тако је настала етномедицина или народна медицина као скуп искустава и њихове практичне примена на очувању здравља, продужењу живота, спречавању и лечењу болести које је сам народ открио. Ова знања су стицана искуством и преносила су се са поколења на поколење, прво усменим, а потом и писменим путем. То је искуствена, емпиријска медицина, до извесне мере и стручна, али често прожета мистиком, сујеверјем, и конзервативним идејама, што је давало простора да се у оквиру ње инфилтрира магија, надрилекарство, шарлатанство које је понекад народу било тешко одвојити једно од других.
Многи појединци разних занимања бавили су се „лекарским и апотекарским“ послом. Они су обично стечена знање чували у појединим породицама, и тако их наслеђивали. У прво време већином су то биле старије жене, које су знале да сакупљају лековито биље, да га кувају и од њега припремају лек за поједине болести, или мелем за лечење рана.
Пошто народ није имао материјалних могућности да се лечи од стручних лекара, којих реално гледајући није ни било, народна медицина и фармација одиграла веома важну улогу у свим историјским периодима средњовековне Европе.
У народној медицини биљни свет је играо важну улогу не само у лечењу болести већ и у изазивању „биљне опојности“ и „стања заноса“, које су се не тако често завршавала и смрћу (тровањем). За народне лекаре свака трава је за нешто добра (за неку болест), а биљке су у народу биле цењене и због њихових карактеристика или непосредног утицаја на живот или смрт, што је код примитивних особа било отелотворење више силе. Отуда почиње и широко интересовања и љубав према вегетацији, припадника народне медицине али простог човека.
Као код многих других народа тако и код европског народа постоји веровање да се душа умрлога смешта у вегетацију - у дрво и уласком душе у дрво, оно уједно прима извесне људске особине. Схватање о вегетацији, односно дрвету као седишту умрлог, ствара у њему уједно и представу о дрвету, односно вегетацији као извору живота.
Обожавање дрвета заузима значајно поглавље у митологији и историји народне медицине која је била у узајамној вези са религијом. Тако су настале букве, храстови и липе, са записима на овим дрветима за време ношења крстоноша у одређеним празницима. Затим култ „бадњака“, који се и додас задржао у срском народу, и други слични обреди око дрвета, заправо су видне симболи обожавања вегетације.
Многи пагански празници (који су знатно касније претворени у хришћанске), везани су за култ вегетације: нпр. на Балкану је то било Ивањско плетење венаца од пољског цвећа, Ђурђевдански обичаји са сличним венцима и брањем трава, духовни празници са кићењем кућа лиснатим грањем „биљани петак“ и брањем лековитих трава и други празници везани за обожавање вегетације, указују нам да је психа човека интимно била везана за вегетацију.
Свака биљка по записима и предању из нардоне медицине може човеку да донесе добро и зло, болест и смрт као зло. Божански дух у биљу може да одбрани човека од болести и смрти. Треба само добро познавати врсте биљака и искористити њихову снагу у заштити човека од болести тј. добро познавати којом се биљком може лечити болесна особа, а којом се може здрав човек заштити од болести. На том познавању стеченом кроз вишевековно искуство преношено „с колена на колено“ заснивала се и народна медицина српског народа.

### Самостанска/манстирска медицина
Хришћанска црква у средњем веку брзо је потчинила читав европски свет, па и медицину која се зачела и развијала у почетку у самостанима и манастирима, у којима су почеле да се граде прве болнице које су у почетку служиле за лечењем свештенства, а ксаније и народа. Такође прве школе и први универзитети оснивани су у оквиру самостана. Медицина је у њима заузима битно место поред права, филозофије и теологије. Она се у почетку проучавала, као теоријска наука, али се касније уводе и практична настава на лешевима. Универзитети су били потпуно потчињени цркви, што значи да је црква морала одобрити наставни план, а сама диплома била је додељивана од стране бискупа у цркви на свечан начин.
Самостанска/манстирска медицина зачета је у шестом веку у јужној Италији (Калабрија и Сицилија), у којој су још из римског периода било највише лекара, безброј грчких колонија и честих медицински образованих путника са Истока. Један од првих оснивача самостанске медицине био је Свети Бенедикт (480–543),  у једном од најстаријих самостана Монте Касину основаном 529. године.
| „ | Овај самостан био је копија римског логора, опасаног високим зидинама, далеко од света, а монаси су у њему имали све што им је било потребно. Уз манастирску цркву биле су капелице за молитве, ћелије за редовнике, госте и сиромахе, радионице за разне занате, спаваонице, библиотека, писарница за преписивање старих текстова и за украшавање књига. Манастир је био окружен воћњацима, баштама са поврћем, као и вртовима лековитог биља. Поседовањем сопствене апотеке, млина и њива, била је обезбеђена економска самосталност самостана. | ” |

Другим истовременим оснивачем средњовековне самостанске медицине био је Касиодор (Aurelius Kasiodorus, 480–573), Римљанин, рођен у Сирији, и први доглавник готског краља Теодорика. Свестрано образован, Касиодор је рано напустио световни живот, ступио у бенедиктински монашки ред и основао манастир на јужној обали Италије, у близини града Катанцаро, у чијој околини су била многобројна грчка насеља. Након што је у самостану окупио већи број калуђера који су говорили грчки, започео је са преписивањем и превођењем многих грчких мееицинских и других књига (Хипократа, Галена, Орибазија и Целијуса Ауреланијуса) Касиодор је 511. године написао своје прво понајвише медицинско дело „Институције божанских и световних наука“ (лат. „Institutiones divinarium et saecularium litteram“). Ово Касидорово дело било је јако цењено, и служило је у многим другим смостанима (више векова) као уџбеник за медицинску наставу. Нешто касније, протерани грчки лекар из Византије и лични лекар краља Теодорика, Антимус објавио је друго, под насловом лат. „De observatione ciborum“, из области дијететике. И овај уџбеник масовно је коришћен у самостанима за едукацију и често је преписива.
У манастирима се по први пут оснивају прибежишта и склоништа за убоге несретнике и путнике намернике, више као неке странопријемнице, неголи као болнице, назване „hospitali“, у којима је био одређен посебан монах за бригу убогих и болесних. Сваки манастир је био обавезан да обезбеди сопствено гајење лековитог биља. Медицинско знање су се преносило преписивањем грубих латинских превода фрагмената грчких текстова у којима су доминирале збирке рецепата и кратка упутства о лечењу. У манстирима је веома мало пажње придавано теорији медицине и физиолошким проблемима. У том период, све до појаве папира и штампарије, сматрало се да је неки манастир био „духовно богат“ и „интелектуално снажан“ ако је у манстиркој библотеци имао 5 до 10 књига.
На црквеном сабору у Ахену (817) усвојен је нови план за устројство манастира Светог Гала, који више нема изгле бенедиктинског или римског каструма и уређује затворен манастирски град. Од почетка 9. века форсира се изградња каролиншког тип царског манастира: централна црква, клаузура, коначиште за ходочаснике, трпезарије, спаваонице за редовнике, просторије за занатлије и раднике, библиотека, школа, неки вид болнице, просторије за смештај путника и значајнијег племства, и купатила.
Манастирске болница у почетку су имала само шест до осам постеља, апотеку, засебан стан за лекаре и списак лековитог биља, утврђен 820. године. Како се предвиђао стални боравак већег броја људи, манстирским планом обавезно је одређено и: снабдевање медицинском опремом и лековима, постојање пољопривредних зграда и опреме, држање стоке, неговање пољопривреде (виноградарства, вртларства и сопствене баште лековитог биља). Оваква организација у манстирима у касније средњовековном периоду, утицала је на више слојева друштва у целини: књижевност, школство, занатство, (ал)хемију, филозофију, лингвистику, биологију, ботаник, и наравно, медицину.

### Научна медицина
Разлика између научне и народне медицине огледа се у образовању, знању и друштвеном статусу оних који практикују научну и оних који практикују народну медицину, као и корисника њихових услуга. Наравно, постоје и људи који се баве медицинском праксом и потичу из народа, али то не значи да се увек ради о народној медицини, јер се поступци лечења који произлазе из личних уверења и индивидуалне праксе не могу сматрати народном медицином.
Научна медицина као посебна област природних наука (зачета на темељима народне медицине) развила се користећи научна достигнућа у очувању здравља, спречавању болести и њиховом лечењу. Основна разлика између научне и народне медицине јесте у томе што су у научној медицини основни принцип процеса лечења научно доказани, ефикасни и нешкодљив (или је бар штета мања од користи), што значи да је тежиште у научној медицини стављено на истраживање, тестове и експериментални рад.
У научној медицини било је и биће неслагања, контроверзи, проблема, тестирања, тестова, замене стандарних третмана новим. Свакако, научна медицина је ће расти, напредовати, понекад се и драматично мењати. Нешто за шта се испостави да је штетно, на крају ће бити одбачено. Научна медицина има исте недостатке као и сви други облици људског знања. Грешке су могуће, али их је могуће исправити.
Један међу пионирима средњовековне научне мисли у подручју анатомије и физиологије био је Андреас Везалијус (1514-1564), који је начинио највећи и одлучујући корак у бици између цркве и науке. Упркос осуде од стране црквених власти, претњи затвором, па чак и смрћу Везалијус је ишао напред и сецирао људске лешеве. Његов рад, објављен је 1543. године у седам свезака (лат. De humani corporis fabrica libri septem), као кратак извод из методолошких испитивања и опажања човековог тела. Његов емпиријски рад указао је на то да је Гален учинио неке озбиљне грешке у анатомији (као нпр. да постоји само једна чељусна кост, а не две како је Гален тврдио).

## Рани средњи век (од 5. до 11. века)
Рани средњи век (отприлике до јачања Светог римског царства и световне моћи Цркве), још се назива и „мрачним периодом Европске цивилизације“ због контраста у односу на високо развијене цивилизације старог Рима, пре њега и ренесансе после њега.
Европа је пре почетка раног средњег века била подељена на два потпуно различита света. Антички свет, у то време већ хришћански, са високо развијеном културом, напредним занатством и уређеним градовима, насељеним првенствено Грцима и Римљанима, и други, онај већи, који су чинили „варвари“ са својим паганским обичајима и погледима на свет, без организованог градског живота и државности. Разлике између ова два света биле су огромне.
У раном средњем веку из корена се променила ова ситуацију. Велика сеоба народа с почетка овог периода избрисала је границе између античког и варварског света, услед чега је „варварима“ пружена могућност да упознају достигнућа римско-византијске цивилизације и да поставе основе за нову европску културу. Тако су у раном средњем веку исцртане нове етничка карта Европе, и почеле да се формирају етнојезичке заједнице које су трајале током развијеног и касног средњег века, а постоје и дан-данас. Упоредо са формирањем засебних народа у већем делу Европе настајале су и државе. То је такође било време појаве и развоја првих раносредњовековних градова, који су као снажан импулс за јачање државности, раст економије, развој културе, медицине, архитектуре, уметности и духовног живота вишеструко утицали на даљи ток европске историје.
До краја 11. века процес феудализације је био углавном довршен у западној и великом делу средње Европе, па се период од 9. до 11. века назива периодом класичног феудализма.
Сав напредак који је медицин постигла у прошлости врло брзо је срушена, када је хришћанство стекло доминацију у четвртом веку нове ере. У овом историјском периоду дошло је до „премештања“ медицинске мисли из света грчког рационализма у Богом-испуњене библијске записе, што многи историчари медицине упоређују са: скоком из сјајног ведрог дана у тоталну црну таму ноћ.
А у тој „тамној ноћи“ која је трајала више векова. изгубљена је потреба за: опажањем, експериментима претпоставкама и њиховим демонстрацијама. Све болести и њихово оздрављење сматране су делом натприродних бића попут Бога или Демона. Према таквом погледу, Бог је слао болести људским бићима како би им доказао Своје незадовољство. Ево како се у Старом завету, објашњава како је Бог био тај који је послао губу краљу Узији:
| „ | Узија се расрди држећи у руци кадионицу да кади; кад се расрдио на свештенике, изби му губа на челу пред свећеницима у Дому Господњу крај кадионог жртвеника. Кад га свештенички поглавар Азарја и сви свештеници изближега погледаше, а оно, гле, избила му губа на челу; брже га отераше оданде, а и он сам похита да изиђе јер га Господ беше ударио! Краљ Узија остаде губав до смрти и становаше у одвојеној кући, јер беше одстрањен од Дома Јахвина. | ” |

### Мрачни део раног средњег века (400—800)
Период у развоју људског друштва од 400. до 800. године можда је био најцрњи период за медицину....схоластичка медицина се ограничила на изучавање старих дела, надограђујући на већ постојеће још веће грешке и још гора тумачења. Хирургија је потпуно од медицине, презрена и протерана са тек формираних универзитета. Слепо се држи Галенових догми и још старијег Целзусовог става да је отварање људског тела сурово и непотребно ...
Гушење грчких рационалистичких начела медицине настало је као последица веровања да је Бог тај који је узрок болести и да су чуда и реликвије једини начини како да се моли Бог да их излечи. Унутар овог контекста, отац Тертулиан (160-225) као „месаре“ означио је Херофилуса, великог лекара Александријске школе, и једног од највећих грчких лекара антике, Хипократа (који је препоручивао дисекцију козе у циљу утврђивања узрока епилепсије, за коју је тврдио да није „божанска или света болест“). Исти став видимо и у противљењу средњовековних хришћана сецирању лешева, јер је „скрнављење умрлих“ било у супротности са идејом телесног васкрсења и тиме доводило у сумњу веродостојност неких библијских прича (нпр. постанак Еве од Адамовог ребра) То је утицало на став хришћанског свештенства да енергично стане иза забране сецирања лешева у научне сврхе.
Веровање неких грчки и муслиманске лекара да месец и планете имају важну улогу на стање здрвља настављена су у раниом средњем веку. Веровало се да су људско тело и планете састављене од иста четири елемента (земља, ватра, ваздух и вода). Да би тело складно функционисало потребан је и склад или хармонија сва четири елемента, без њихове неравнотежа. Веровало се да Месец има највећи утицај на течности на Земљи и да Месец има способност да утиче позитивно или негативно на сва четири елемента у нашем телу. Добро познавање Месеца и планета и њихове позиције - сматрано је као важно за постављање дијагнозе и одлучивања о току лечења. Лекари су имали обавезу да знају када и као да почну лечење пацијента, што су они одређивали на основу положаја планета. У ту сврху израђивани су графикони Zodiac Chart на основу којих се доносила одлука када треба нпр. испустити крв, јер се веровало да положај Месеца и планете одређује и ово.
За бројне болести лекови су и даље справљани на основу биљних напитака али примењивани су и други драстичнији облици лечења. Тако је нпр. у време куге било људи који су веровали да су оболели зато што су згрешили. Они су веровали да је једини начин за излечење да покажу своје искрено покајање наношењем бола самом себе. То су били „флагеланти“ који су тиме желели да покажу своју љубав према Богу и да му покажу да им је искрено жао што су грешници. Свима је одавно јасно, да ово није био нити ће икада битти лек за кугу.
Главни конкуренти црквеним лекарима, тео-зофима и теолозима који су се сматрали чуварима хришћанског морала били су традицијом „образовани“ људи из сеоских средина друштва (народни лекари) који су преносили „са колена на колено“ знање о природним процесима, људској и животињској анатомији, старим обичајима и ритуалима и начинима борбе са болешћу и другим проблемима, а које је било дубоко укорењено у свести и поштовању ширег, неуког и неписменог становниства.
Како би се ресили те „конкуренције“, црква је народне лекаре осуђивала и оптуживала да су склопили „пакт са нечистим силама“ у замену за своје знање. А како је кроз векове таква наука, већини необразованих маса, различитим поступцима и проповедима усадила страх од Бога и његовог гнева, онда је постало природно заштрашивати народ са онима који су „потписали уговор са другом страном“. У томе се лако може препознати и оно што је изазвало велике жртве у средњем и раном новом веку - људска злоба и манипулација другима. Јер, сматрала је црква, зашто непожељне противнике и противнице из свакодневног световног живота не уклонити са „сцене“, једноставним начином оптуживања за нечиста посла, и заузимањем примата у медицини, и са још више страхопоштовања према хришћанству потчинити вернике.

## Развијени средњи век (12 до 14. века)
Као и претходном и у овом периоду главни носилац културе у феудалној Европи била је феудално-католичка црква, која у овом периоду покреће оснивање градских болница. Манастирске болнице оснивањем градских болница полако губе значај. вом периоду основане су следеће познате болнице:
- 1123. — St. Bartholomew's Hospital у Лондону.
- 1215. — St. Thomas’ Hospital у Лондону.
- 1228. — Ospedale di Santo Spirito in Sassia у Риму.
- 1288. — Santa Maria Nuova у Фиренци.[36][37][38]

У 12. веку у Енглеској је већ било 18 болница, у 16. веку у Фиренци 30 болница са 1.000 кревета, а у Авињону 16 болница, и Паризу 40 болница и још толико лепрозоријума.
Болница  Отел Дју у Паризу имала је стално запослене медицинске сестре (неговатељице), велике, простране просторије и дуго је била болница за узор у средњовековној Европи.
Основни проблеми у раду свих ових средњовековних болница били су материјалне природе. Често је у креветима лежало више пацијената, па су болнице називане „стовариште болесника“. Погрдном називу сигурно су доприносила и нова медицинска знања и савременији начини пружене помоћи, без икаквих религиозних оптерећења.
Међутим, у овом периоду долази до раскола хришћанске цркве,  а у западном делу до развоја читавог покрета за обнављање црквене моћи, већом дисциплином и поштовањем целибата. Монах Хилдербранд (касније папа Гргур VII), који води све послове Папске столице, организује сабор у Латерану (папској палати у Риму) 1059. године, када црква проглашава себе неприкосновеном и недодирљивом. Сукоб који је потом уследио између папске и световне власти окончан је 1122. договором и споразумом у Вормсу. Из сукоба црква је изашла неупоредиво снажнија и спремна да одлучује о свему.
| „ | На црквеним саборима у Клермону, 1130. (Забрана манастирске медицине) иу Латерану, 1139. и 1213, истиче се начело:Ecclesia abhorret a sanguine („Црква се гнуша крви“"!) и забрањује се духовним лицима бављење хирургијом и свакојаким лечењем којим се пролива људска крв. Папа Хонориус III организује строге контроле болница чији рад замире између 1216—1227, а на епископском сабору у Вирцбургу, 1228, донета је и одлука о строгом кажњавању непослушних. На овај начин, нанет је тежак ударац самим зачецима медицинског напретка. За опоравак је требало неколико векова. | ” |

## Касни средњи век (14 и 15. век)
„Повратак“ анатомији
Реформа медицине у овом периоду започела је прво у анатомији, јер су лекари почели да увиђају да без солидног знања анатомије нема даљег развоја медицине. И поред постојања добрих анатома, они су се слепо држали учења Галена, и када би уочили неку промену која није била у складу са Галеновим учењем, проглашавали су је патолошким стањем.
По новијим исрашивањима Црква, никад није посебно забрањивала сецирање мртваца у научне сврхе, као ни хирургију. Једине забране у том смислу биле су; забрана Гргура IX. (који је бранио практиковање хирургије и медицине вишем клеру) и папинска була De sepulturis Бонифација VIII. из 1299. године (позната и као Detestandae feritatis), koja је издата из сасвим различитих разлога од медицине и хирургије. У доба крсташких ратова међу хришћанским племством у Светој земљи проширио se посебно језив обичај, по коме је за погинуле у боју, постојала обавеза покопа у породичној гробници, заједно са прецима. Из практичких разлога, пошто је било немогуће организовати превоз у домовину, мртво тело су комадали и кували како би се с лакоћом одвојило меко ткиво од кости. Кости су након тога смештали у дрвене кутије и првом приликом преносили у домовину. Док су неки припадници племства чак давали налог својој послузи да им раскомадају тело након смрти и делове тела покопају на светим местима или уз гробнице светаца. Папа Бонифације VIII. прогласио је такве обичаје безбожнима, нехумана и дивљачким и забрану комадање лешева, а као казну одредио изопштење из Католичке цркве. Јасно је да тај црквени документ није имао за сврху кочење истраживања у медицини, ни забрану практиковања хирургије.
Пракса сецирања мртваца у научне сврхе није била присутна у средњем веку, првенствено из пијетета према мртвој особи, а не због неке драстичне забране. Прве забележене обдукције вршене су на новооснованим универзитетима тек крајем 13. века. Први писани документ који описује обдукцију у научне сврхе је Cronica италијанског фрањевца Салимбени де Адама из 1289. године. Салимбени описује неколико обдукција које је један лекар вршио над жртвама непознате епидемије која је погодила северну Италију, како би открио узрок болести.
Прва сецирања мртвих тела искључиво у дидактичке (наставне) сврхе забележена су 1315. у Болоњи, па 1391. у Шпанији. Сецирања мртваца у медицинским школама постаће раширена тек у 16. веку.
Обновљено интересовање за обдукцију развило се првенствено из поновног открића античких рукописа из области медицине, преведених из арапских извора и доступности лешева и често раскомаданх тела током крсташких ратова.
Заслугом медицинске школе у Болоњи уведена је (као обавезна) наставе из анатомије на људским лешевима. Почетком 14. век а предавања из анатомије (итал. Mondino de Luzzi) изводио је на лешевима, али се при томе строго држао Гален ових тумачења. Први анатомски завод основао је (итал. Alessandra Benedetti 1450—1512) у коме су настала највећа открића у историји анатомије. Ускоро у практичном раду медицинска школа у Падови надмашује Болоњску.
Оснивање хирургије као самосталне дисциплине
Како је црква зазирала од крви она је својим лекарима забрањивала хируршке интервенције као и сецирање и аутопсију људских тела, хирурзи су регрутовани из редова полуобразованих и необразованих људи, који су кроз праксу стекли искуства, и почели да изводе све сложеније операције. Они се међусобно удружују и постепено ослобађају од утицаја медицинског факултета што им је помогло да се ослободе и од „галенизма“. Тако се у 10. веку хирургија одваја од медицине. Спутана од цркве, али и многих лекара који су „презире мануелни рад“, и бављење хирургијом све више је хируршки рад препуштан „ранарима, берберима, шароњама“ тј особама обучених за лечење рана, и обављање многих хиррушких интервенција.
Ипак, у појединим деловима Европе постојали су и путујући хирурзи који су, ван насељењих места, људима у невољи, лечили ране, преломе костију или бушили лобању и вадили „луди камен“ из главе.
Хируршку школу у 13. век у основао је итал. Ugo Borgognoni. Значајне резултате у хирургији остварио је итал. Henry de Mondeville који се у току хируршког рада служио наркозом и изврсним знањем из анатомије (којој је придавао велики значај). На париском медицинском факултету у то време, радио је и најславнији наставник хирургије свих времена: Lanfranco из Милана.
Од француских школа тога доба најпознатија је оно у Монтпелијеру, која је била јак центар арабистичке медицине. У овој школи радио је итал. Arnaldus de Villanova, који је понекад изражавао неслагање са делима Галена и Авицене. Арналдус се у својој пракси залагао за примену крајње једноставних лекова, мада је на моменте у лечењу био склон и празноверју.
Оснивање фармације
У касном средњем веку сноване су и прве апотеке у којима су радили школовани фармацеути, а не лекари. Фармацеути су морали да имају положен испит за обављање апотекарског посла. Лекови су били пореклом из Арабије. Међу њима је било и многих бесмислених лекова, заснованих на сујеверју.
У 15. веку у медицинске школе тога времена поред већ постојећих магистарски уводе се и докторске студија. Програме образовања у то време одређивала је црква.
Популарне методе лечења биле су и пуштање крв и, додир краља итд. У то време је постојао мали број лекара па је и здравље сиромашних на врло ниском нивоу препуштено милосрђу богатих људи. Иако је схоластичка медицине занована на бројним расправама и упоређивањем без важних научних открића, пуна мана и недостатака она је ипак била врхунска медицина у доба феудализма.

## Европске медицинске школе у средњем веку
У средњем веку европско школство се развијало паралелно у Византијском царству и Западноевропском делу Римског царства. Школа се већим делом Средњег века налазила у рукама цркве. Додуше, у 12. и 13. веку у градовима су отваране школе које нису зависиле непосредно од цркве, али настава извођена у њима имала је првенствено црквено-религиски карактер. У почетку наставници су у свим школама били свештеници или монаси, који су по правилу предавали у чисто религиском духу.

### Цариградски универзитет
Када је Константинопољ постао престоница царства и важно средиште хришћанске вере, указала се потреба да он постане и важан интелектуални и културни центар Римског царства. У интелектуалном погледу у том периоду као центри, пре свега паганске учености, важили су Атина и Александрија. Престоница је и на овом пољу морала да се издигне изнад провинцијских градова славне прошлости и демонстрира вредности нове похришћањене учености. Царица Атенаида је по доласку у Цариград са собом довела и седморицу паганских филозофа из Атине. Интелектуални утицај учене царице свакако је био снажан на двору и у престоници. Могуће да је једна од последица њених утицаја било и оснивање универзитета на цариградском Капитолу 425. године, који је у Константинопољу званично основао Теодосије II, својим декретом од 27. фебруара 425. године, У ствари, овим актом реорганизована је настава на училишту које је столећима раније основао још Константин Велики. Управо овде почиње историја високог образовања у Цариграду, на школи која ће у бурним догађајима византијске историје више пута нестајати и царским указима поново бити обнављана.
Настава на универзитету изводила се на грчком и латинском језику. Грчки предавачи су ипак били нешто бројнији што нам указује да је у Цариграду хеленски језик већ преузео примат као језик учености и науке. Наставу на установљеним катедрама за грчку и латинску граматику и реторику, право и филозофију изводио 31 предавач: по десет грчких и латинских граматичара, три латинска и пет грчких ретора, два правника и један филозоф.
Поред филозофије, аритметике и геометрије настава је држана и из медицине и права. Предност је дакле дата практичним дисциплинама, потребним будућим властодршцима Царства.
Услед недостатка извора, тешко је пратити даљи развој и улогу Теодосијевог универзитета, нарочито у „мрачним временима“ 7. и 8. века. Познато нам је ипак да је неку врсту високошколске установе обновио на Магнаварском двору средином 9. столећа цезар Варда, ујак цара Михаила III.

### Универзитети на Западу Европе
Крсташки ратови, развитак робно-новчане привреде и успон градова утицао је на то да школе учине значајан корак напред. Од 12. века почело је формирање виших школа, универзитета. Читаво универзитетско уређење, онако какво се примењује у Европи до дана данашњег, настало је још у првим вековима постојања универзитета. Подела универзитета на факултете почетала је у 13. веку.
Најчешће је на универзитетима у Европи постојао припремни факултет, артистички (facultas artium) на коме се похађало седам слободних вештина (artes liberales), или тривијум и квадривијум. Студенти тог факултета, „артисти“, били су младићи, такорећи још деца, од 12—13 година. Након завршетка артистичког факултета, студенти су могли да наставе школовање на било којем старијем факултету. „Старији факултети“ били су теолошки, медицински и правни, на којима се учило не само грађанско (римско) већ и канонско (црквено) право.
Студент након окончања одређеног дела курса могао је полагати испит за бакаларијат, тј. за први научни степен; а по завршетку универзитетског курса полагао је испит за степен лиценцијата и добијао право да држи наставу другим студентима (licentia docendi). Наредни степен био је степен магистра, затим највиши степен доктора.
Универзитети су оснивани у свим земљама Европе, тако да је с почетка 16. века у Европи било преко шездесет универзитета:
- У Италији, поред Болоњског универзитета основаног 1088. године, основана је и позната виша медицинска школа у Салерну (1158), Падови (1220), Болоњи.
- У француској поред најпознатијег Париског универзитета (1200), основани су и универзитети у Монпелијеу (1220), Тулузу и Орлеану.
- У Енглеској основани су Оксфордски (1167) и Кембрички универзитет.
- У Шпанији, први универзитет основан је у Саламанки.
- У 14. веку основани су универзитети у Прагу, Кракову и Хајделбергу.

Осим Оксфорда и Кембриџа који за медицину нису имали велики значај, најстарија медицинске школе биле су на универзитетима Болоњи, Монпељеу, Паризу, Падови итд.